# Paradise City
Paradise City – piosenka hardrockowej grupy Guns N’ Roses. Utwór został zawarty na wydanym w 1987 albumie Appetite for Destruction, a jako singel został wydany w 1989 roku.

## Piosenka
Autorem gitarowych riffów jest Slash. Podczas programu Never Mind The Buzzcocks w stacji BBC Slash stwierdził, że pierwotnie słowa miały brzmieć „...where the girls are fat and they’ve got big titties”. Jest to jedyny utwór na albumie, w którym zastosowano syntezator.
Utwór ten zawsze jest grany na zakończenie koncertów od czasu Use Your Illusion Tour wyłączając jeden koncert.
Piosenka ta zajęła dwudzieste pierwsze miejsce w rankingu VH1's 40 Greatest Metal Songs of All Time, trzecie miejsce w rankingu 100 najlepszych solówek gitarowych wszech czasów magazynu Total Guitar, zyskała także wiele innych podobnych nagród na przestrzeni lat. Zajęła 453. miejsce w rankingu „The 500 Greatest Songs of All Time” magazynu Rolling Stone.

## Historia
Utwór „Paradise City” został napisany podczas pierwszej, klubowej trasy zespołu. Grupa miała zagrać kilka koncertów wzdłuż zachodniego wybrzeża od Los Angeles zaczynając, a kończąc na Seattle, rodzinnym mieście McKagana. Pechowa trasa nie trwała długo, gdyż jadąc przez pustynię grupie zepsuł się samochód. Zespół, ubrany w skórzane spodnie i kurtki, musiał pieszo dojść do najbliższego zamieszkanego obszaru, wiele kilometrów od miejsca zdarzenia. Właśnie wtedy, podczas długiego marszu zaczęli tęsknić do miasta, którego tak bardzo nienawidzili i z którego chcieli się wydostać – L.A. Przekonali się, że mimo wszystkich niewygód, biedy i smogu, Miasto Aniołów było ich domem. W końcu, odwodnieni i wyczerpani dotarli na miejsce. Nie mogli kontynuować trasy, zostali bez pieniędzy i sprzętu. Trasa ta, nazywana przez sam zespół „Hell Tour” scementowała pierwszy stały skład Guns N’ Roses.